# Луисвиллский университет
Луисвиллский университет — высшее учебное заведение города Луисвилл, Кентукки, США. Один из старейших университетов США, созданных западнее Аллеганских гор. Университет основан по решению Генеральной ассамблеи штата Кентукки, как центральный исследовательский университет. Здесь обучаются студенты 118 из 120 районов Кентукки, всех 50 штатов США и 116 стран мира.

## История

### Создание
Начало университету было положено в 1798 году, когда Генеральная Ассамблея штата Кентукки приняла решение об открытии высшего учебного во недавно основанном городе Луисвилле и продал 24 km² земли на юге Кентукки для оплаты его создания. 3 апреля 1798 года несколько активных граждан начали кампанию по поиску средств для нового учебного заведения, которое тогда получила наименование Семинарии Джефферсона. Лишь спустя 15 лет, в 1813 году удалось открыть учебное заведение. Его первым главой стал Edward Mann Butler, известный как один из первых историков Кентукки.
В 1837 году городской совет Луисвилля основал Луисвиллский медицинский институт. Известный физик и медик Чарлз Колдвел сумел убедить совет в необходимости его открытия. После отставки из Трансильванского университета он возглавил Луисвиллский медицинский институт, вскоре ставший одним из лучших медицинских высших учебных заведений западнее Аллеганских гор. В 1840 году был основан Луисвиллский медицинский колледж.

## Подразделения
Университет состоит из 12 различных школ и колледжей:
- Колледж искусства и наук / College of Arts and Sciences (1907)
- Колледж бизнеса / College of Business (1953)
- Колледж образования и человеческого развития / College of Education and Human Development (1968)
- Школа бакалавриата / Graduate School (1918)
- Техническая школа имени Джеймса Спиида / J. B. Speed School of Engineering (1925)
- Школа социальной работы Кента / Kent School of Social Work (1936)
- Школа права имени Луиса Брандеса / Louis D. Brandeis School of Law (1846)
- Школа стоматологии / School of Dentistry (1887)
- Школа медицины / School of Medicine (1837)
- Школа музыки / School of Music (1932)
- Школа медсестер / School of Nursing (1979)
- Школа здоровья и информационных наук / School of Public Health and Information Sciences (1968)

## Известные преподаватели
- Трейси, Майкл — профессор музыкального факультета.